# Pieter Van Mol (Maler, 1906)
Pieter Van Mol (* 3. August 1906 in Malderen, Londerzeel, Belgien; † 24. Oktober 1988 in Heidelberg, Deutschland) war ein belgischer Maler.

## Leben
Der Dorfarzt von Malderen entdeckte das Talent Pieter Van Mols und machte ihn mit Romain Steppe bekannt, einem Marinemaler aus Antwerpen. Steppe gab ihm den ersten Unterricht und empfahl dem Jungen, die Kunstakademie von Mechelen zu besuchen. Im Studienjahr 24/25 bekam er schon den Dritten Preis für Malerei in der Klasse von Willem Rosier (Guillaume Rosier, 1850–1931). Begleitet von seinem Lehrer Gustave Van de Woestijne und vier weiteren Mitschülern reiste Van Mol 1927 zu Studienzwecken nach Italien.
Anschließend studierte er bis 1931 an den Brüsseler Kunstakademien von Sint-Joost-ten-Node, Bildhauerei bei Gustave Fontaine und Etterbeek, Malerei bei Albert Phillipot. Die schwierigen, wirtschaftlichen Verhältnisse in den 30/40er Jahren überstand Van Mol dank der Unterstützung seines Mentors Van de Woestijne und eines Mode-Ateliers, das er gemeinsam mit seinem Freund Medard Maertens (1875–1946) betrieb, einem Brabanter Fauvisten.
In der Nachkriegszeit pflegte Van Mol Kontakte mit Malern der sogen. „Route Libre“ und „La Jeune Peinture Belge“: Gaston Bertrand, Charles Leplae, Anne Bonnet, Jean Milo, Louis Van Lint, Jan Vaerter, Rik Slabbinck. Von 1951 bis 1956 teilte er mit Jan Cox (Den Haag 1919 – Antwerpen 1980) ein Atelier in Brüssel.
Nach kurzem Aufenthalt in Paris 1959 als  Mitarbeiter im Centre International Royaumont ging Van Mol nach Südfrankreich, um sich schließlich in Fontvieille, einem Dorf zwischen Arles und Les Baux-de-Provence, am Fuß der Alpilles, niederzulassen. Die Schaffensperiode des „Peintre Belgo-Provencal“, wie er in der Presse genannt wurde, war äußerst fruchtbar.
Von 1962 bis 1968 verbrachte der Künstler die Wintermonate regelmäßig in London und anderen europäischen Städten, um mit Auftragsarbeiten- vor allem Porträts- seinen Unterhalt zu sichern. Von 1960 bis 1963 nahm er jährlich an der „Schule des Sehens“ teil, dem Kunstseminar Oskar Kokoschkas in Salzburg.
Ab Anfang der 1970er Jahre besuchte Van Mol regelmäßig Heidelberg, um sich 1979 endgültig dort niederzulassen. In dieser Zeit entstanden vor allem Porträts und Landschaften, darunter viele Schweizer Motive.  Ab 1982 musste Van Mol die Malerei wegen eines Augenleidens aufgeben. Er starb am 24. Oktober 1988 in Heidelberg.

## Werk
Van Mols Œuvre umfasst Ölgemälde, Aquarelle und Zeichnungen mit einer breiten Palette von Motiven: Landschaften, Maritimes, Porträts, Figuren, Akte, Stillleben. Einen künstlerischen Schwerpunkt bilden die Landschaften aus seiner Zeit in Südfrankreich, die er mit satten, leuchtenden Farben und schnellen, kräftigen Pinselstrichen ohne jegliches Geschnörkel darstellt. In seinen Aquarellen reduziert Van Mol das Sujet auf das Wesentliche, oft bis an die Grenze zur Abstraktion. Er beherrschte die „Kunst des Weglassens“.

## Rezeption in Belgien
Nachdem Van Mol in Südfrankreich zu regionalem Ruhm gelangt war und anschließend in Süddeutschland auf große Resonanz stieß, entdecken jetzt auch die Belgier ihren „heimatlosen Sohn“. Als Angehöriger der sogenannten „Stillen Generation“ hatte er es nicht leicht, in Belgien neben den überwältigenden Flämischen Expressionisten und Abstrakten zur Geltung zu kommen. Die zahlreichen Ausstellungen in vielen verschiedenen belgischen Städten seit seinem Tod spiegeln ein wachsendes Interesse am Werk Pieter Van Mols wider.

## Preise und Auszeichnungen
- 1969 Erster Preis für Porträts und Ehrenpreis für alle Kategorien im Rahmen des „Grand Prix International de Peinture de Provence et Côte d’Azur“.
- 1980 Willibald Kramm-Preis in Heidelberg.

## Öffentliche Sammlungen
- Musée Réattu, Arles; Frankreich
- Stedelijk Museum voor Actuele Kunst, Sint-Niklaas; Belgien
- Collectie van de Belgische Staat
- Collectie van den Gemeente Buggenhout
- Sammlung der Stadt Salzburg

## Ausstellungen (Auswahl)
- Arles (1961, 1962, 1963, 1964, 1967)
- St.Rémy-de-Provence (1962, 1963)
- St.Raphael (1965, 1966)
- Marseille (1966, 1967)
- Aix-en-Provence (1961, 1962)
- Heidelberg (1969, 1981, 1985, 1986, 1987)
- Hamburg (1976)
- Mainz (1979, 1980)
- Mechelen (1977)
- St. Amands a/d Schelde (1989, 1993, 1999)
- St. Niklaas (1990)
- Knokke (1991, 1998, 2004)
- Londerzeel (2006)